# اشكفت سياه (مقاطعة تشرام)
اشكفت سياه (بالفارسية: اشکفت سیاه) هي قرية تقع في قسم بشتة ذيلايي الريفي (مقاطعة تشرام) في إيران. يقدر عدد سكانها بـ 0 نسمة بحسب إحصاء 2016.